# 東京都交通局花形台車
東京都交通局花形台車（とうきょうとこうつうきょくはながただいしゃ）は、東京都交通局の路面電車専用の電動台車。

## 概要
本来は車輌ではなく、備品として扱われていた電動無蓋車で、全部で5輌存在した。花電車の種車専用に運用され、その時に限って車輌としての籍を与えられた。花電車として運行される以外には、交通局の芝浦車輌工場の中で資材運搬などに使用される程度だった。1959年の皇太子明仁親王（明仁上皇）の御成婚奉祝の花電車が運行されたのが最後で、1968年までに全車が廃車された。